# Suryaraopeta
Suryaraopeta là một thị trấn thống kê (census town) của huyện East Godavari thuộc bang Andhra Pradesh, Ấn Độ.

## Nhân khẩu
Theo điều tra dân số năm 2001 của Ấn Độ, Suryaraopeta có dân số 19.175 người. Phái nam chiếm 50% tổng số dân và phái nữ chiếm 50%. Suryaraopeta có tỷ lệ 76% biết đọc biết viết, cao hơn tỷ lệ trung bình toàn quốc là 59,5%: tỷ lệ cho phái nam là 80%, và tỷ lệ cho phái nữ là 72%. Tại Suryaraopeta, 10% dân số nhỏ hơn 6 tuổi.